# Mystery Hotel
Mystery Hotel is een voormalige attractie in het Belgische attractiepark Bobbejaanland. Het mag niet verward worden met de attractie Nightmare Motel en evenmin met het voormalige spookhuis.

## Concept
Mystery Hotel was een humoristisch spookhuis. Het bevond zich in het gebouw waar nu hamburgerrestaurant "Santa Fé" te vinden is. Het hotel was ingericht met allerhande blacklight-effecten en kamers met mechanische poppen. Het hotel bevond zich in een verlaten cowboydorpje waar geesten hun toevlucht hadden genomen. Deze geesten kaartten, biljartten en dronken zich lazarus.
Aan de uitgang van het hotel bevond zich een muur met een special effect. Bezoekers moesten tegen de muur gaan staan en wachten op een flits. Na de flits bleef een zwarte afdruk van hun lichaam voor enkele seconden zichtbaar.
Afbeeldingen